# Atomaria ochracea
Atomaria ochracea is een keversoort uit de familie harige schimmelkevers (Cryptophagidae). De wetenschappelijke naam van de soort werd in 1869 gepubliceerd door Alois Zimmermann.